# Япунда
Япунда (также Рейво, Йери) — почти исчезнувший папуасский язык, который принадлежит группе вапеи семьи языков торричелли, на котором говорит народ япунда, проживающий на верховии реки Ом юго-юго-восточнее от города Аитапе на востоке провинции Сандаун в Папуа-Новой Гвинее. Вурм сообщает, что япунда находится под угрозой исчезновения и под давлением языков из семьи палеи.